# Gmina Koneck
Die Gmina Koneck ist eine Landgemeinde im Powiat Aleksandrowski der Woiwodschaft Kujawien-Pommern in Polen. Ihr Sitz ist das gleichnamige Dorf (deutsch älter auch Kuhneck) mit etwa 630 Einwohnern.

## Gliederung
Zur Landgemeinde (gmina wiejska) Koneck gehören 19 Dörfer mit einem Schulzenamt (solectwo):
| - Brzeźno - Chromowola - Jeziorno - Kajetanowo - Kamieniec - Koneck (auch Kuhneck) - Kruszynek | - Kruszynek-Kolonia - Młynek - Opalanka - Ossówka - Pomiany - Romanowo | - Spoczynek - Straszewo - Święte (1943–1945 Swiente) - Zapustek - Zazdromin - Żołnowo |

Weitere Ortschaften der Gemeinde ohne Schulzenamt sind Kolonia Straszewska, Rybno und Wincentowo.